# Liste des films soviétiques sortis en 1926
Cet article présente une liste des films produits en Union soviétique en 1926:

## 1926
| 1926                         |                          |                                      |
| La Roue du diable            | Чёртово колесо           | Grigori Kozintsev et Leonid Trauberg |
| Kachtanka                    | Каштанка                 | Olga Preobrajenskaïa                 |
| Le Petit Fruit de l'amour    | Ягодка любви             | Alexandre Dovjenko                   |
| La Mécanique du cerveau      | Механика головного мозга | Vsevolod Poudovkine                  |
| Miss Mend                    | Мисс Менд                | Boris Barnet                         |
| La Mère                      | Мать                     | Vsevolod Poudovkine                  |
| Le Manteau                   | Шинель                   | Grigori Kozintsev et Leonid Trauberg |
| Protsess o triokh millionakh | Процесс о трех миллионах | Yakov Protazanov                     |